# Højdemåler
Højdemåleren er ét af de seks såkaldte primære flyveinstrumenter, der findes i en flyvemaskines cockpit, og hvis den er korrekt justeret, viser den den aktuelle flyvehøjde målt i forhold til havoverfladen, typisk udtrykt i engelske fod (feet). Dette resultat udlæses enten med nogle visere på en skala (normalt i små fly) eller som digital udlæsning på et display (i større fly).

## Virkemåde
En højdemåler udnytter det faktum, at atmosfærens tryk falder med flyvehøjden jf. den barometriske højdeformel. Ved at måle lufttrykket, kan flyvehøjden beregnes. En højdemåler er således en form for barometer.

## Udlæsning
I mindre fly sker udlæsningen typisk med tre visere der bevæger sig mellem tallene fra 0 til 9, efter omtrent samme princip som viserne på et ur: Den længste viser peger på antal hundrede fod, den korte viser peger på antal tusinder fod, samt en roterende skive med en pil, som peger på antal titusinder fod. Der findes også højdemålere, som udlæser højden i meter, men de er ikke ret udbredte.

## Vejrbetinget fejlvisning
Da atmosfæretrykket også varierer (som følge af vejrforhold) uafhængigt af højden, skal højdemåleren justeres efter det aktuelle atmosfæretryk. Denne oplysning får piloten før en flyvning starter, og efter behørig indstilling skal højdemåleren, når flyet står på jorden, vise den lokale terrænhøjde over havniveau.

Hvis maskinen flyver mellem to områder med hver sit barometertryk, skrider højdemålerens justering, og instrumentet viser en forkert højde. Særlig problematisk er situationen, hvor et fly bevæger sig fra højt tryk ind i et område med lavere tryk. Selv om flyet holder samme faktiske højde over havet, vil højdemåleren angive, at flyet stiger.
For at kompensere for sådanne vejrbetingede afvigelser, må piloten undervejs modtage meldinger om den lokale barometerstand.